# Amtsgericht Höchst (Frankfurt am Main)

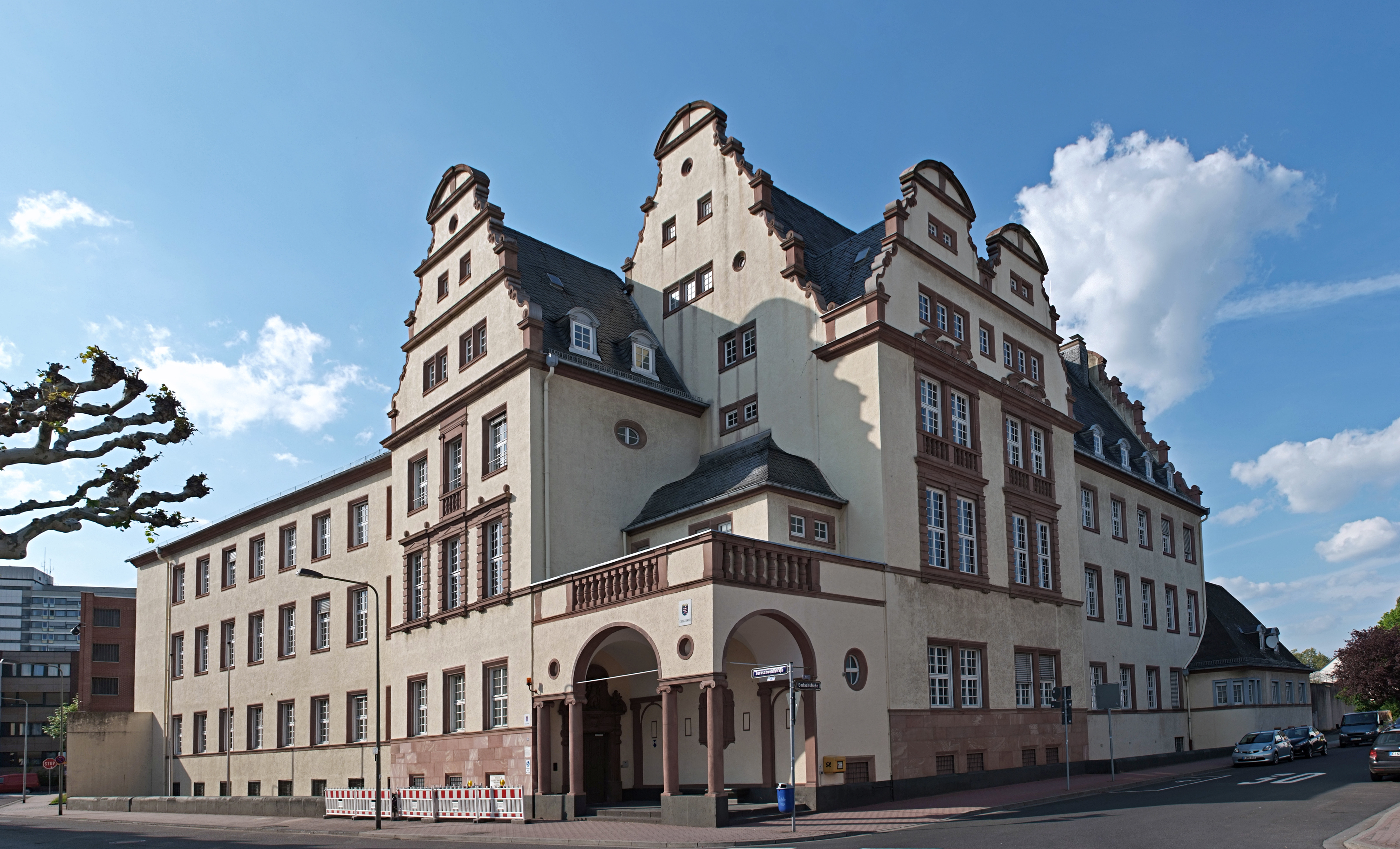
Amtsgericht Höchst am Main

Das ehemals eigenständige Amtsgericht Höchst am Main in Frankfurt-Höchst ist seit 1943 eine Außenstelle des Amtsgerichts Frankfurt am Main. Nach außen bilden die Standorte Frankfurt-Innenstadt und Frankfurt-Höchst eine Einheit. Die Zuständigkeitsverteilung bestimmt sich intern nach dem Geschäftsverteilungsplan.

## Zuständigkeit
Als Außenstelle des Amtsgerichts Frankfurt am Main ist der Höchster Standort örtlich für Fälle aus den Gemeinden Eschborn (einschließlich des Stadtteils Niederhöchstadt), Hattersheim (einschließlich der Stadtteile Okriftel und Eddersheim), Hofheim (einschließlich der Stadtteile Diedenbergen, Langenhain, Lorsbach, Marxheim, Wallau und Wildsachsen), Kriftel, Liederbach und Sulzbach sowie die westlichen Frankfurter Stadtbezirke Griesheim, Höchst, Nied, Schwanheim, Sindlingen, Sossenheim, Unterliederbach und Zeilsheim zuständig.

## Geschichte
Höchst war sowohl unter Kurmainz als auch im Herzogtum Nassau Sitz eines Amtes, dem Amt Höchst. Dieses war sowohl Verwaltungsbehörde als auch Gericht erster Instanz. Nach der Märzrevolution 1848 wurde die Verwaltung neu geordnet. Mit Gesetz vom 4. April 1849 wurden in Nassau Verwaltung und Rechtsprechung auf unterer Ebene getrennt. Die Reform trat zum 1. Juli 1849 in Kraft. Für die Verwaltung wurden 10 Kreisämter gebildet, die Ämter als Justizämter (also Gerichte der ersten Instanz) weitergeführt. Die Verwaltungsaufgaben des Amtes Höchst wurden vom Kreisamt Höchst wahrgenommen, die Rechtsprechung vom Justizamt Höchst. Die Reform wurde jedoch bereits am 1. Oktober 1854 wieder rückgängig gemacht, die Kreise wieder abgeschafft und die vorigen Ämter wiederhergestellt.
Mit der Annexion Nassaus durch Preußen werden auch die Ämter in ihrer alten Form aufgelöst und durch Kreise ersetzt. Das Amt Höchst bildet 1867 gemeinsam mit dem Amt Wiesbaden, dem Amt Hochheim und Teilen der freien Reichsstadt Frankfurt und Hessens den Mainkreis. Erst im Rahmen dieser Neuordnung werden Verwaltung und Rechtsprechung getrennt. Für die Rechtsprechung in erster Instanz, die bisher durch das Amt vorgenommen wurde, wurde, zunächst die richterlichen Beamte in den Ämtern zuständig und zum 1. September 1867 das Amtsgericht Höchst gebildet. Übergeordnetes Gericht war nun das Kreisgericht Wiesbaden.
Mit dem Gesetz vom 4. März 1878 und der Verordnung vom 26. Juli 1878 wurde das Amtsgericht Höchst aufrechterhalten. Zweite Instanz war nun das Landgericht Wiesbaden.
Die Eingemeindung von Höchst nach Frankfurt am Main 1928 führte zu einer Namensänderung. Ab dem 1. April 1928 war der Name des Amtsgerichtes Amtsgericht Frankfurt-Höchst. Am 1. Januar 1930 wurde das Gericht aus dem Sprengel des Landgerichtes Wiesbaden in den des Landgerichtes Frankfurt am Main überführt.
Am 21. Juni 1943 wurde das Amtsgericht Höchst aufgelöst und als Teil des Amtsgerichtes Frankfurt am Main fortgeführt. Ab Herbst 1945 war das bisherige Amtsgericht eine eigenständige Abteilung des Amtsgerichtes Frankfurt und erhielt am 20. Juli 1947 volle Prozesskompetenz.

## Gebäude
Das Gebäude ist ein Kulturdenkmal in repräsentativen Formen der Neorenaissance, es entstand 1913 nach einem Entwurf des Kreisbaumeisters O. Meffert.
Direkt neben dem Amtsgerichtsgebäude befand sich eine 1911 errichtete Haftanstalt, die für Untersuchungsgefangene genutzt und 2011 geschlossen wurde. Deren wohl prominentester Häftling war der Börsenspekulant Nick Leeson, der 1995 dort mehrere Monate in Auslieferungshaft verbrachte.